# Carex albida
Carex albida L.H.Bailey es una rara especie de planta herbácea de la familia de las ciperáceas.

## Descripción
Se producen en una densa juncia o macizo de tallos erguidos que alcanzan los 40 a 60 centímetros de altura desde una red de cortos rizomas. La inflorescencia es un racimo de 5 a 7 picos con más de 15 centímetros de largo. Las flores masculinas se encuentran principalmente en el terminal de la espiga, mientras que las flores femeninas se encuentran principalmente en las puntas laterales. El fruto está cubierto en un saco llamado perigynium, que es de color verde con un pico de color blanco.

## Distribución y Hábitat
Esta planta es endémica en el Condado de Sonoma, California, donde se sabe sólo de un único resto en Pitkin Marsh, un humedal entre Forestville y Sebastopol. Se trata de unas especies en peligro de extinción.

## Taxonomía
Carex albida fue descrita por Liberty Hyde Bailey y publicado en Memoirs of the Torrey Botanical Club 1(1): 9. 1889.
Etimología
Ver: Carex
albida; epíteto latino que significa "de color blanco".
Sinonimia
- Carex luzulifolia forma albida (L.H.Bailey) Kük.
- Carex sonomensis Stacey[3][4][5]